# Альбус
Альбус, или белый пфенниг (лат. denarius albus, нем. Weißpfennig — белый пфенниг), — мелкая серебряная монета, которая стала чеканиться с 1360 года при императоре Карле IV и обращалась преимущественно в Куркёльне (до 1798 года), Куртрире и Кургессене.
Своё название получила в отличие от медных (так называемых чёрных) пфеннигов. В Кургессене она находилась в обращении до 1842 года.
Талер-курант делился на 32 альбуса, альбус — на 12 геллеров; чеканились также монеты в 1 и 2 альбуса из биллона.
Гессенский альбус равнялся 1 зильбергр. 4/5 прусских пфеннига.
Простые альбусы были изъяты из обращения в 1836 году, двойные — в 1842 году.
В Базеле ещё в 1850 альбус был в обращении как расчетная монета и принимался за 2 крейцера.